# فليمنغ جينكن
هنري تشارلز فليمنغ جينكن (جمعية لندن الملكية؛ زمالة الجمعية الملكية لإدنبرة؛ 25 مارس 1833 – 12 يونيو 1885) أستاذ ملكي للهندسة في جامعة أدنبرة، ولعل أبرز ما يذكر عنه تعدد مؤهلاته. عرف للعالم باختراعه التلغراف (القطار المعل أو التلفريك، كان أيضًا اختصاصي كهرباء ومهندس كابلات، وخبيرًا اقتصاديًا، ومحاضرًا، ولغويًا، وناقدًا، وممثلًا، ومسرحيًا وفنانًا. من بين المتحدرين منه المهندس تشارلز فروين جينكين، ومنه النواب المحافظون باتريك، واللورد جينكن أوف رودينغ، وبرنارد جينكين.

## نشأته

### خلفيته وطفولته
عرف عمومًا باسم فليمنغ جينكن، على اسم الأدميرال فليمنغ، أحد رعاة والده، ولد لأسرة قديمة غير مركزية بالقرب من دونغينس، كينت، إنكلترا، وكان والده، الكابتن تشارلز جينكن في ذلك الوقت في خدمة خفر السواحل. كانت والدته، هنريتا كاميلا (كورا) جينكن (عائلها قبل الزواج؛ جاكسون) مؤلفة ناشرة. كانت الأم مسؤولة عن تعليم فليمنغ. أخذته إلى جنوب اسكتلندا، حيث، وبصورة رئيسية في بارجارغ، علمته الرسم وسمحت له بركوب الحصان على الأراضي البور، والتحق بالمدرسة في جدبرة، بوردرز، وبعدها إلى أكاديمية أدنبرة، حيث حصد العديد من الجوائز. كان بين زملائه في المدرسة جيمس كليرك ماكسويل وبيتر غوثري تيت.
عند تقاعد والده في عام 1847، انتقلت الأسرة إلى فرانكفورت، لأسباب منها اقتصادية، ومنها تعليم طفلهم. هناك، قضى جينكن والده وقتا ممتعًا سويًا، إذ رسما القصور القديمة، وراقبا عادات الفلاحين. في سن الثالثة عشرة، ألف جينكن رواية رومنسية مكونة من ثلاثمائة سطر في مقاطع ثنائية بطولية (نوع من الكتابة في الأدب الإنجليزي)، ورواية، وقصائد لا تعد ولا تحصى، وليس منها ما بقي لليوم. تعلم اللغة الألمانية في فرانكفورت، وفيما كانت الأسرة تهاجر إلى باريس في السنة التالية، درس الفرنسية والرياضيات تحت رعاية إم. ديلوك. خلال تواجده هناك، شهد جينكن اندلاع ثورة عام 1848، وسمع أول طلقة، ووصف الحدث في رسالة مكتوبة إلى زميل مدرسة قديم.
غادر الزوجان باريس، وذهبا إلى جنوة، حيث شهدا ثورة أخرى، واضطرت السيدة جينكن، مع ابنها وشقيقة زوجها، إلى طلب الحماية من سفينة بريطانية في الميناء، تاركة منزلهما مليئًا بممتلكات أصدقائهما، وحرسه الكابتن جينكن. في جنوا، التحق جينكن بالجامعة، وكان أول تلميذ بروتستانتي فيها. كان الأب بنكالاري، أستاذ الفلسفة الطبيعية، يحاضر عن الكهرومغناطيسية، وكان مختبره الفيزيائي هو الأفضل في إيطاليا. حصل جينكن على درجة الماجستير مع مرتبة الشرف من الدرجة الأولى، وكان موضوعه الخاص هو الكهرومغناطيسية. كانت الأسئلة في الامتحانات باللغة اللاتينية، وكان لا بد من الإجابة عليها بالإيطالية. التحق فليمنج بمدرسة للفنون في المدينة، وحصل على ميدالية فضية في رسم أحد رسوم رافائيل. قضى عطلته يرسم، ولياليه في تعلم العزف على البيانو، أو في المسرح أو دار الأوبرا إذا كان ذلك جائزًا. اختبر أيضًا تجربة التمثيل. التحق بجامعة أدنبرة في عام 1851.

### تدريبه كمهندس وفنان
في عام 1850، أمضى جينكن بعض الوقت في محل في جنوة للقاطرات تحت مراقبة فيليب تايلور من مارسيليا، ولكن عند وفاة عمته آنا، التي عاشت معهم، أخذ الكابتن جينكن عائلته إلى إنجلترا، واستقر في مانشستر، حيث تدرب الابن في عام 1851، على الهندسة الميكانيكية على أعمال ويليام فيربيرن، وكان يبدأ عمله من الساعة الثامنة والنصف صباحًا وحتى السادسة ليلًا، إذ قال عن نفسه «أبدأ العمل بالرقاقات والملفات بنشاط، في بدلة ملوثة من الفراء».
«واصل دراسته في المنزل، وكان لفترة من الوقت يشارك الدكتور بيل في وضع طريقة هندسية للوصول إلى أبعاد الهندسة المعمارية اليونانية القديمة. كان بقائه في مانشستر، ولو على النقيض تمامًا من حياته في جنوة، مقبولًا. أحب عمله، وتمتع بروح الشباب الطيبة، وأقام صداقة مع بعض الأفراد الطيبين، من بينهم الكاتبة إليزابيث جاسكل. كان مثيرًا للجدل، وتحدث والدته عن تغلبه على قنصل في جنوة في نقاش سياسي عندما كان في السادسة عشرة من عمره فقط ببساطة من كونه على اطلاع جيد على الموضوع، وصادق. إذ قالت: «كان صادقًا كالحديد، لا ينحني يمنة أو يسرة، لم يكن فظًا؛ كان صريحًا فقط. أنا سعيدة أنه كان مليئًا بالاحترام لكن مع قدر كبيرة من المعلومات بالنسبة لطفل».
«عند مغادرته فيربيرن، تم التعاقد معه لبعض الوقت في إجراء مسح لخط سكة حديد لوكمانير المقترح في سويسرا، وفي عام 1856 دخل الأعمال الهندسية لشركة بين في غرينيتش رسامًا، وتم إشغاله في تخطيط سفينة مصممة لحرب القرم. اشتكى من الساعات المتأخرة، وزملائه الخشنين، ومكان سكنه المتواضع، «عشت في حي يبدو عليه الخضار في شوارع غير مبنية بالكامل وسط بيوت من طابقين، لكن من حسن الحظ، إما أنا مولع بمهنتي، أو لم أستطع تحمل هذه الحياة». كان جينكن المدلل لدى والدته حتى ذلك الحين، وشعر بالتغيير من المنزل لذلك السبب. في الليل كان يقرأ الهندسة والرياضيات، أو توماس كارليل، والشعراء، روّح عن نفسه برحلات متكررة إلى لندن لرؤية والدته».
إحدى نشاطاته الاجتماعية أيضًا زياراته لمنزل ألفريد أوستن، وهو محام، أصبح سكرتيرًا دائمًا لمكتب الأشغال والمباني العامة لصاحبة الجلالة، وتقاعد في عام 1868 مع وسام الحمام «وسام الشهامة البريطاني». كانت زوجته، إليزا بارون، أصغر بنات إحدى الرجال النبلاء من نورويتش، الذي كان الدكتور صموئيل جونسون، يربت على رأسه في محل والده عندما كان طفلًا، بينما كان يرسم في دفتره السيد ثريل. تعرف جنكين على عائلة أوستينز برسالة من السيدة جاسكيل، وكان مسحورًا بالجو الذي عاشوه في مدينتهم، حيث كانت المحادثة الفكرية تتحد بسعادة مع الأخلاق اللطيفة والأخلاق، دون أي تحذلق أو اصطناع. يقول ستيفنسون في مذكراته عن جنكين: «كان كل واحد من عائلة أوستنين منشرح الصدر، وكل منهم كان لديه جزء من هذه الأخلاق، إذ لم تنطق أي كلمة بذيئة في المنزل». كان الزوجان أوستين مضيافين ومثقفين حقًا، وليس فقط في الشكل والمظهر. لقد كان امتيازًا ومحافظين على جينكن، الشاب المنعزل، الذي دخل في ذاك المجتمع الراقي وقدّر حظوظه».

## داروين والتطور
في يونيو 1867، استعرض جينكن كتاب داروين عن أصل الأنواع (1859)، في المجلة البريطانية الشمالية. انتقد جينكن نظرية داروين التطورية بإشارته إلى أن تفسير داروين للانتقاء الطبيعي لا يمكن أن يلقى نجاحًا، كما هو موضح، إذا كانت الفرضية السائدة للوراثة، والوراثة الخلطية، صحيحة أيضًا. رغم أن نظرية غريغور مندل بشأن الوراثة الجسيمائية كانت قد نشرت بالفعل قبل عامين (واعتمدت في نهاية المطاف على كونها النظرية المهيمنة للوراثة)، إلا أنه لم يقرأها لا داروين ولا جينكن، واستغرق الأمر عقودًا عدة قبل أن ينتقض نموذج الوراثة الخلطية في المجتمع العلمي. في هذه المرحلة الانتقالية، قدم جينكن حجة حسابية، وهي حجة الغمر، التي أظهرت أنه في ظل نموذج الوراثة المختلطة، أي طفرات مفيدة قد تنشأ في نوع ما ستخفف بسرعة من أي نوع بعد بضعة أجيال فقط. على النقيض من هذا، كان تفسير داروين للانتقاء الطبيعي يتطلب مئات، إن لم يكن الآلاف من الأجيال من تمرير مثل هذه الطفرات لكي تعمل. هكذا، استنتج جنكين ان الانتقاء الطبيعي لا يمكن أن ينجح إذا كانت الوراثة الخلطية صحيحة أيضًا. رغم أن حجة جينكن تحتوي على خطأ، حسبما أشار إيه. إس. ديفس في عام 1871، فإنها لم تؤثر على استنتاج جينكن، ولم تخفف من ضرر انتقادات جينكن لأفكار داروين خلال العقود القليلة التي كانت فيها فكرة الوراثة المختلطة لا تزال مقبولة على نطاق واسع.